# Tafonipaß
Tafonipaß är ett bergspass i Antarktis. Det ligger i Östantarktis. Nya Zeeland gör anspråk på området. Tafonipaß ligger 579 meter över havet.
Terrängen runt Tafonipaß är kuperad åt sydost, men åt nordväst är den bergig. Trakten är obefolkad. Det finns inga samhällen i närheten. 